# Ulrike Weichelt
Ulrike Weichelt (ur. 25 lutego 1977 w Dreźnie) – niemiecka kolarka torowa, brązowa medalistka mistrzostw świata.

## Kariera
Pierwsze sukcesy w karierze Ulrike Weichelt osiągnęła w 1998 roku, kiedy została mistrzynią Europy U-23 w wyścigu na 500 m, a w sprincie indywidualnym była druga. Podczas mistrzostw Europy U-23 w 1999 roku Niemka ponownie była najlepsza na 500 m, a w sprincie zajęła tym razem trzecie miejsce. W tym samym roku wystartowała na mistrzostwach świata w Berlinie, gdzie wywalczyła brązowy medal w wyścigu na 500 m, ulegając jedynie Francuzce Félicii Ballanger oraz Chince Jiang Cuihua. Brała również udział w igrzyskach olimpijskich w Sydney w 2000 roku, gdzie w tej samej konkurencji rywalizację ukończyła na szóstej pozycji.